# Rib Mountain
Rib Mountain, aussi connue sous le nom de Rib Hill, est un inselberg ayant émergé du fait de l'érosion provoquée par un glacier dans le centre du Wisconsin. Il est situé sur le territoire de la ville de Rib Mountain, dans le comté de Marathon. Composé de quartzite recouvert d'une fine couche de syénite, il fut formé il y a 1,5 milliard d'années.
Rib Mountain se trouve près de Wausau, sur le côté ouest de la Wisconsin River, à l'ouest de l'Interstate 39 et au sud de la Highway 29 (en).
Toutefois Rib Mountain n'est pas le point culminant du Wisconsin et n'est techniquement pas une vraie montagne[précision nécessaire].
Rib Mountain fait partie du Rib Mountain State Park et de la Granite Peak Ski Area (anciennement Rib Mountain Ski Area). Le site est aussi utilisé pour les relais radio et télévision du secteur de Wausau, et est le surnom de la Wisconsin Public Television, WHRM-TV (Channel 20).  
Une légende raconte que les nervures dans Rib Mountain sont le lieu d'enterrement de Paul Bunyan. D'autre part, Mosinee Hill serait la tombe de Babe the Blue Ox (« le Jeune Bœuf Bleu »).